# Jobbágyi, Nógrád
Jobbágyi  este un sat în districtul Pásztó, județul Nógrád, Ungaria, având o populație de 2.219 locuitori (2011). 

## Demografie
Componența etnică a satului Jobbágyi
     Maghiari (82,29%)
     Romi (16,84%)
     Necunoscut (0,57%)
     Alții (0,3%)
Componența confesională a satului Jobbágyi
     Romano-catolici (41,6%)
     Fără religie (17,94%)
     Reformați (2,12%)
     Atei (1,35%)
     Luterani (1,22%)
     Necunoscută (35,51%)
     Greco-catolici (0,27%)
     Alte religii (6,31%)
Conform recensământului din 2011, satul Jobbágyi avea 2.219 locuitori. Din punct de vedere etnic, majoritatea locuitorilor (82,29%) erau maghiari, cu o minoritate de romi (16,84%). Apartenența etnică nu este cunoscută în cazul a 0,57% din locuitori. Nu există o religie majoritară, locuitorii fiind romano-catolici (41,6%), persoane fără religie (17,94%), reformați (2,12%), atei (1,35%) și luterani (1,22%). Pentru 35,51% din locuitori nu este cunoscută apartenența confesională.